# پیپنزولات برمید
پیپنزولات برمید(به انگلیسی: Pipenzolate bromide) دارویی از دسته آنتی‌کولینرژیک‌ها و آنتی اسپاسمودیک‌ها است که در درمان زخم معده و بیماری‌های گوارشی ناشی از افزایش ترشح اسید معده، کاربرد دارد. این دارو به صورت خوراکی و به دو شکل قرص (برای بزرگسالان) و قطره (برای کودکان) در دسترس است.
پیپنزولات به همراه ضداسیدها و داروهای آرام بخش قابل مصرف است؛ ولی استفاده از آن در بیماران مبتلا به آب‌سیاه و هایپرتروفی پروستات ممنوع است.